# Arquidamo V
Arquidamo V fue un rey de Esparta, perteneciente a la dinastía de los Euripóntidas, que habría gobernado entre los años 228 a. C. y 227 a. C.
Era hijo del rey Eudamidas II, y nieto de Arquidamo IV. Fue llamado Arquidamo precisamente en honor a su abuelo.
Después de que su hermano, Agis IV, fuese asesinado en 241 a. C. huyó a Mesenia. Fue llamado de vuelta a Esparta en 228 a. C. o 227 a. C. por el rey Agíada Cleómenes III, para que como diarca de la otra casa real le ayudase a debilitar el poder de los éforos. Fue asesinado poco después por los asesinos de Agis, y según Plutarco fue a instigación de Cleómenes. Polibio precisa que por temor a Cleómenes huyó a Mesene. Bajo la promesa de que garantizaría su seguridad, Cleómenes convenció a Nicágoras, amigo mesenio de Arquidamo, para que regresara: «Cleómenes salió a su encuentro, mató a Arquidamo, pero perdonó a Nicagóras». Añade que el asesinato tuvo lugar cuando Cleómenes vivía exiliado en Egipto. Según G. Niccolini la muerte de Arquidamo se produjo antes de que Cleómenes tomase el poder, cuando los partidarios de Agis aún tenían una posición de fuerza.